# Julien Ghyoros
Julien Ghyoros (Luik, 18 november 1922 – Brussel, 9 augustus 1978) was een Belgisch componist en dirigent.
Hij is zoon van Konstantinos Gogos en Jeanne Dehairs, maar nam in 1969 de artiestennaam Julie Ghyoros aan. Hij trouwde zelf met Nora Van Moerbeke, altiste in het Nationaal Orkest van België
Hij kreeg zijn muziekopleiding aan het Koninklijk Conservatorium Luik (cello) en Koninklijk Conservatorium Brussel (orkestdirectie bij René Defossez). Vervolgens ging hij voor dat laatste nog in de leer bij Paul van Kempen in Siena en Vittorio Gui in Glyndebourne. In 1934 won hij een eerste prijs in een compositiewedstrijd uitgezet door de Koninklijke Muntschouwburg. Vanaf zijn achtendertigste leidde hij het Symfonieorkest van Luik (1960-1963) en daarna het orkest van de Koninklijke Opera in Luik. Vanaf 1965 gaf hij les aan het conservatorium in Luik, maar verwisselde die baan in 1973 met eenzelfde functie in Brussel. In aanvulling daarop stond hij als vanaf 1958 voor het jeugdorkest "Orkest van Jeugd en Muziek" in Brussel (tot 1975). Hij tilde het orkest destijds naar een hoger niveau. Hij stond trouwens voor allerlei orkesten in binnen- en buitenland en was ook soms organisator van een muziekfestival in Hoei. In april 1971 stond hij voor een leerlingenorkest (beste leerlingen van de conservatoria in Nederland en België) in het kader van een Nederlands- Belgisch Cultureel verdrag, ze namen in Irchonwelz werken op van Marius Flothuis en Ton de Leeuw, die later voor de radio werden uitgezonden.
Als componist schreef hij American Rhapsody (1941), Suite voor orkest (1972), Sonate d’Irchonwelz (altvioolconcert voor zijn vrouw) en tal van andere werken.